# Альметьевская агломерация
Альме́тьевская (Альме́тьевско-Бугульми́нско-Лениного́рская) агломера́ция — полицентрическая городская агломерация-конурбация на юго-востоке Татарстана, по населению и значимости третья в республике.
Население тесной агломерации — около 0,5 млн чел, а с посёлком Джалиль Сармановского района и тяготеющими поселениями Бавлинского и Ютазинского районов — 0,54 млн чел. (последние два района одновременно тяготеют к географически очень близкой агломерации городов Октябрьский и Туймазы соседнего Башкортостана).
Альметьевская агломерация является ядром Альметьевской экономической зоны, выделенной в республике согласно «Стратегии социально-экономического развития Республики Татарстан до 2030 года».

## Состав
| Субъект                                         | Население, тыс.чел. (2017) |
| ----------------------------------------------- | -------------------------- |
| Альметьевск                                     | 163.7                      |
| Бугульма                                        | 79.5                       |
| Лениногорск                                     | 61                         |
| Азнакаево                                       | 33.9                       |
| Альметьевский район - из них пгт Нижняя Мактама | 49.5 9.6                   |
| Бугульминский район - из них пгт Карабаш        | 22.4 4.7                   |
| Лениногорский район                             | 18.5                       |
| Азнакаевский район - из них пгт Актюбинский     | 25.1 7.7                   |
| Агломерация (без тяготеющих районов)            | 453.7                      |

## История
Агломерация начала формироваться в середине XX века в связи с открытием и освоением на юго-востоке республики второго по величине в стране Ромашкинского нефтяного месторождения. Первоначально формировалась из поселений, обслуживающих места нефтедобычи. Позже экономика агломерации в некоторой степени диверсифицировалась за счёт создания смежных машиностроительных производств и других обслуживающих промышленных предприятий в городах-ядрах с тесными производственными связями в рамках территориально-производственного комплекса (ТПК) Альметьевской экономической зоны республики.

## Экономика
Нефтедобыча и прочие производства агломерации и ТПК дают более 30 % валового регионального продукта республики. Подавляюще основной отраслью экономики является нефтедобыча, производящаяся «Татнефтью» и рядом мелких предприятий. В отличие от некоторых других нефтедобывающих ТПК, здесь практически нет смежных по производственному циклу предприятий нефтехимии и нефтепереработки (они находятся в близкорасположенном другом ТПК республики — в Нижнекамске). В то же время с нефтедобычей в агломерации и ТПК тесно связаны предприятия машиностроения.

### Транспорт
Маятниковые и прочие поездки в агломерации производятся на пригородных поездах (т. н. рельсовый автобус), автобусах и маршрутных такси, а также на личном и производственном автотранспорте.
Основные автодороги: Р-239 «Казань (М-7) — Альметьевск — Бавлы (М-5) — Оренбург — граница с Казахстаном», 16А-0003 «Набережные Челны (М-7) — Альметьевск», Бугульма — Лениногорск — Шугурово (на Нурлат, Черемшан), Альметьевск — Азнакаево, Лениногорск — Карабаш, Бугульма — Азнакаево, Бугульма — Северное (М-5) — Бузулук, Наб. Челны — Азнакаево — Октябрьский (М-5).
Через агломерацию проходят ж.-д. линии Москва — Ульяновск — Бугульма — Уфа и Агрыз — Наб. Челны — Акбаш, имеется ж.-д. ветка на Альметьевск и Нижнюю Мактаму.
К северу от г. Бугульма расположен региональный аэропорт «Бугульма».